# Формула пяти элементов (сферическая геометрия)

Рисунок к формуле пяти элементов и её доказательству с помощью проекций.

Формула пяти элементов в сферической тригонометрии выражает соотношение между пятью элементами сферического треугольника.

## Описание
Весь основной набор формул пяти элементов для различных углов и сторон треугольника может быть разделён на две группы:
- Формулы, связывающие три стороны и два угла, иначе называемые формулами синуса стороны на косинус угла. Вот одна из них[2]:

{\displaystyle \sin a\cos B=\cos b\sin c-\sin b\cos c\cos A,}
- Формулы, связывающие три угла и две стороны, иначе называемые формулами синуса угла на косинус стороны. Одна из них имеет вид:

{\displaystyle \sin A\cos b=\sin C\cos B+\cos C\sin B\cos a,}
В формуле синуса стороны на косинус угла сторона и прилежащий к ней угол выражаются через другие две стороны и угол между ними. Для каждой стороны можно взять один из двух прилежащих углов, поэтому всего таких формул шесть.
В формуле синуса угла на косинус стороны сторона и прилежащий к ней угол выражаются через другие два угла и прилежащую к ним сторону. Таких формул — тоже шесть.
Каждая формула синуса угла на косинус стороны двойственна к одной из формул синуса стороны на косинус угла, поскольку углы и стороны всякого сферического треугольника дополняются до развёрнутого угла сторонами и углами соответствующего полярного треугольника. Поэтому достаточно доказать только формулы синуса стороны на косинус угла. Более того, две формулы синуса стороны на косинус одного прилежащего угла и синуса той же стороны на косинус другого прилежащего угла получаются совершенно аналогично. А из этих двух формул остальные четыре формулы синуса стороны на косинус угла получаются при помощи круговой перестановки букв:
{\displaystyle a\rightarrow b\rightarrow c\rightarrow a,A\rightarrow B\rightarrow C\rightarrow A}
Таким образом, достаточно доказать одну из формул синуса стороны на косинус угла.

## Доказательство
Доказательство проведём с помощью проекций. На рисунке показан сферический треугольник ABC на сфере радиуса R с центром в точке O. BP — перпендикуляр к плоскости большого круга, проходящего через сторону b, BM — перпендикуляр к OC, BN — перпендикуляр к OA. По утверждению, обратному теореме о трёх перпендикулярах, PM — перпендикуляр к OC, PN — перпендикуляр к OA. Заметим, что угол MPN равен b, кроме того, BM = R sin a, BN = R sin c и OM = R cos a. Далее, проецируем ломаную NOMP на прямую, содержащую NP. 
{\displaystyle {\mbox{pr }}NP={\mbox{pr }}NO+{\mbox{pr }}OM+{\mbox{pr }}MP}
{\displaystyle {\mbox{pr }}NP=NP=BN\cos A=R\sin c\cos A}
{\displaystyle NO\perp NP\Rightarrow {\mbox{pr }}NO=0}
{\displaystyle {\mbox{pr }}OM=OM\cos({\frac {\pi }{2}}-\angle MON)=R\cos a\sin b}
{\displaystyle {\mbox{pr }}MP=MP\cos \angle MPN=MP\cos b=BM\cos(\pi -C)\cos b=-R\sin a\cos b\cos C}
Подставляем четыре последних выражения в первое и получаем:
{\displaystyle \sin c\cos A=\cos a\sin b-\sin a\cos b\cos C}

## Применение
Применяя формулу пяти элементов вместе с некоторыми другими формулами сферической тригонометрии, можно, например, получить формулы преобразования между системами небесных координат: горизонтальной, экваториальной, эклиптической и галактической.

## История
Формула пяти элементов была выведена Леонардом Эйлером в 18 веке.